# Oprah Winfrey Network
Oprah Winfrey Network (OWN) – amerykańska stacja telewizyjna o charakterze rozrywkowym. Wystartowała 1 stycznia 2011 roku. Właścicielem programu jest spółka The Oprah Winfrey Network, LLC, należąca do Discovery Communications oraz Harpo Productions.
Przewodniczącą, dyrektorem generalnym i dyrektorem kreatywnym jest Oprah Winfrey, amerykańska prezenterka telewizyjna, a wspomagają ją: Sheri Salata, Erik Logan, współprzewodniczący oraz John MacDonald, wiceprezes i dyrektor operacyjny.
Stacja dostępna jest w ok. 83 mln amerykańskich domach (ok. 73% wszystkich gospodarstw domowych posiadających telewizję).